# Broch
Pour les articles homonymes, voir Broch (homonymie).

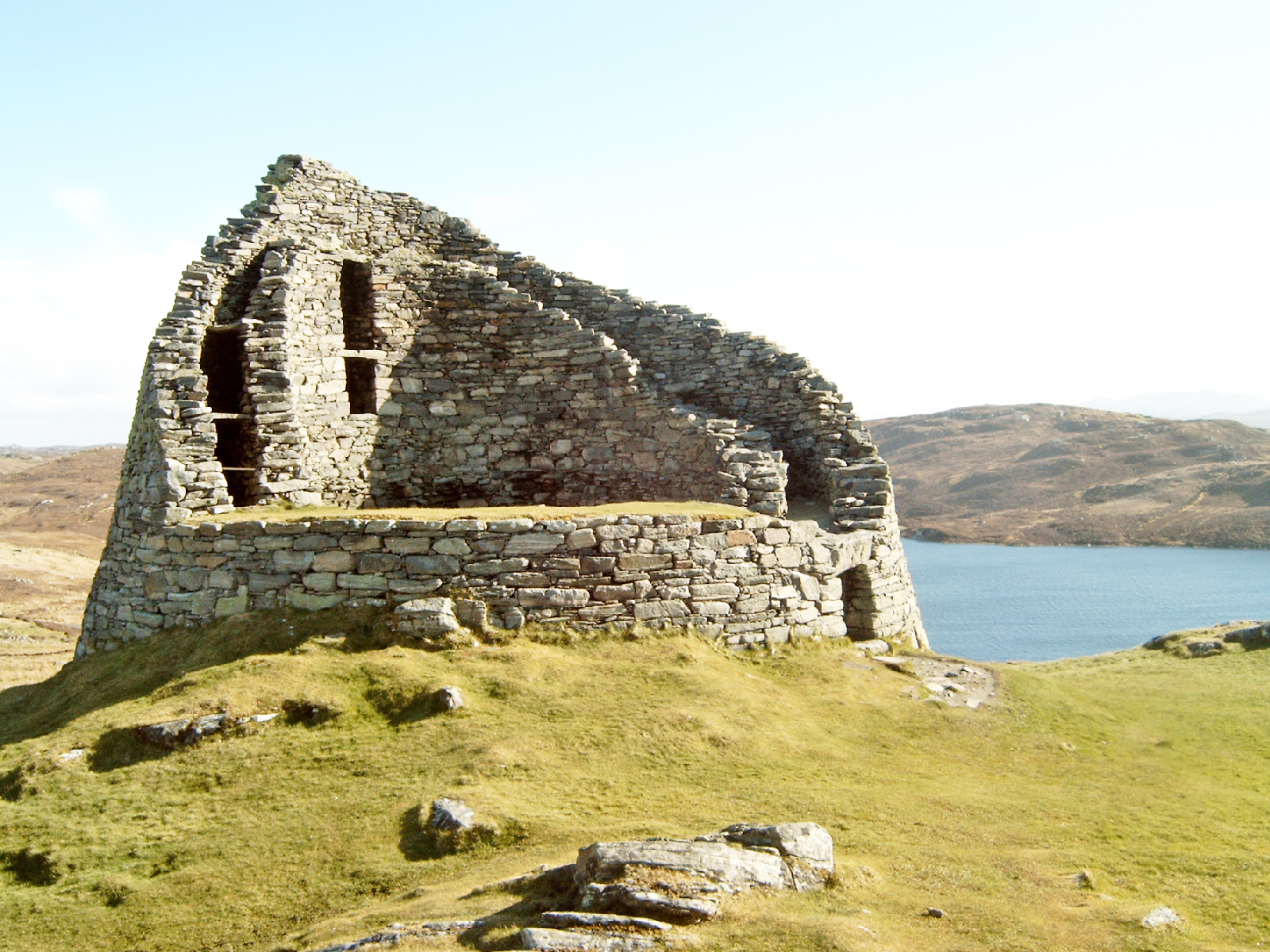
Broch de Dun Carloway à Lewis.

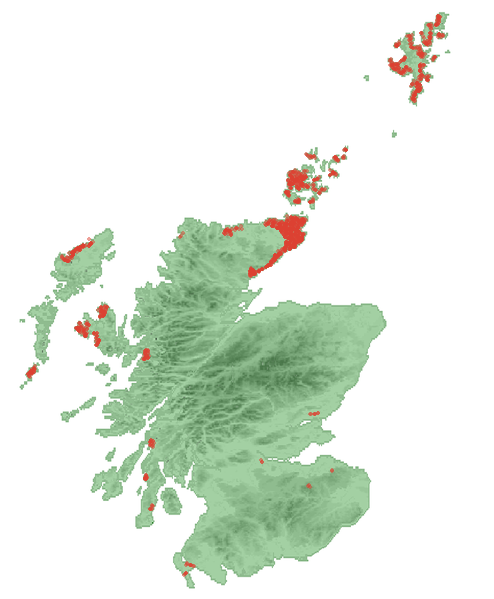
Vue d'ensemble de la distribution des brochs.

Un broch est une construction en pierre sèche en forme de tour conique et creuse, de la fin de l'âge du fer britannique (100 av. J.-C. à 300 ans de notre ère), que l'on trouve en grand nombre et exclusivement dans les Highlands de l'Écosse et les archipels des Hébrides, des Orcades et des Shetlands. Son nom vient du scots burgh,. Constitués généralement d'une double enceinte, les brochs comportaient deux étages et pouvaient s'élever à plus de quinze mètres au-dessus du sol. Autour, comme au broch de Gurness, on peut parfois trouver les restes d'un habitat. On pense que certains brochs ont été construits par les Pictes mais certains ont servi bien plus tard, comme le broch de Mousa, qui fut utilisé comme refuge à l'époque viking.

## Étymologie
Le mot broch est issu du scots burgh > brough qui se superpose au vieux norrois borg qui signifie « site défendu », « fort » et « ville (fortifiée) »,.
Jusqu'au milieu du XIXe siècle, on appelait ces tours « maisons » ou « châteaux des Pictes ».

## Répartition géographique
Le Shetland Amenity Trust (en) recense près de 120 sites dans les Shetland que l'on peut considérer comme des brochs, alors que Royal Commission on the Ancient and Historical Monuments of Scotland (RCAHMS) a identifié 571 brochs possibles à travers le pays. Tandis que le chercheur Euan MacKie n'en a recensé que 104 sites dans toute l’Écosse.
Les brochs se rencontrent surtout dans les parties occidentale et septentrionale de l'Écosse, dans l'île de Skye, les Hébrides, les Orcades et les Shetlands.
On en trouve également une dizaine plus au sud, entre la Tay et la Tweed, quatre dans le comté de Wigtown, un dans le comté d'Ayr et un autre dans le comté de Lanark.

## Structure

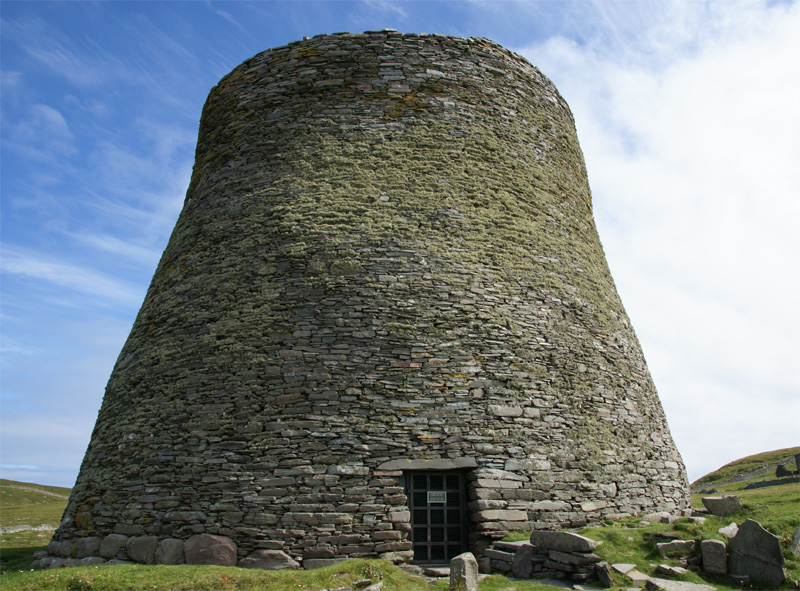
Broch de Mousa, le mieux préservé d'Écosse.

Les brochs sont des tours rondes, de forme conique, construites en pierre sèche. Le diamètre de base dépasse en général les 10 mètres. Le broch le mieux conservé et le plus connu, celui de Mousa, situé sur un îlot des Shetlands, atteint 16 mètres de diamètre pour 13 mètres de hauteur conservée.
Ces édifices sont pourvus d'un double mur. L'espace interne séparant les deux murs forme des galeries superposées et de plus en plus étroites à mesure que l'on monte, et souvent reliées par des escaliers intra-muros. Si certaines de ces galeries peuvent avoir rempli un rôle utilitaire ou avoir servi à l'habitation, d'autres, en particulier les galeries supérieures, sont trop étroites pour que l'on puisse y circuler. En fonction de ces galeries, on peut classer les brochs en deux catégories, les brochs à base pleine, dont les galeries commencent au premier étage, et les brochs à galerie au sol.
Les brochs disposent en général d'une seule entrée, les entrées secondaires étant souvent des ajouts. Les accès sont la plupart du temps assez larges, pour laisser passer le bétail, et fermés de portes de bois et généralement orientés à l'est, à l'abri des vents dominants venant de l'ouest. Le couloir d'accès, dont la longueur dépend de l'épaisseur du mur, dispose fréquemment de petites alcôves disposées de part et d'autre du couloir. La tour est dépourvue de toute fenêtre. L'intérieur comporte un foyer central, des citernes et un puits.

## Interprétations
La grande homogénéité de la structure des brochs, en dépit de leur distribution géographique et temporelle, suggère qu'ils sont l'œuvre de professionnels itinérants. 
Leur interprétation passée comme fortification militaire (liée à la supposée obsession guerrière des anciens celtes, également contestée de nos jours) est aujourd'hui largement remise en cause par l'archéologie de l'âge du fer britannique, par manque de données étayant cette thèse ; et également du fait de la situation de la plupart d'entre eux, sans intérêt stratégique.